# کوه ترمینال
کوه ترمینال (به انگلیسی: Terminal Mountain) یک کوه در کانادا است که در آلبرتا واقع شده‌است. کوه ترمینال ۲٬۸۳۵ متر بالاتر از سطح دریا واقع شده‌است.